# 海港 (戏剧)

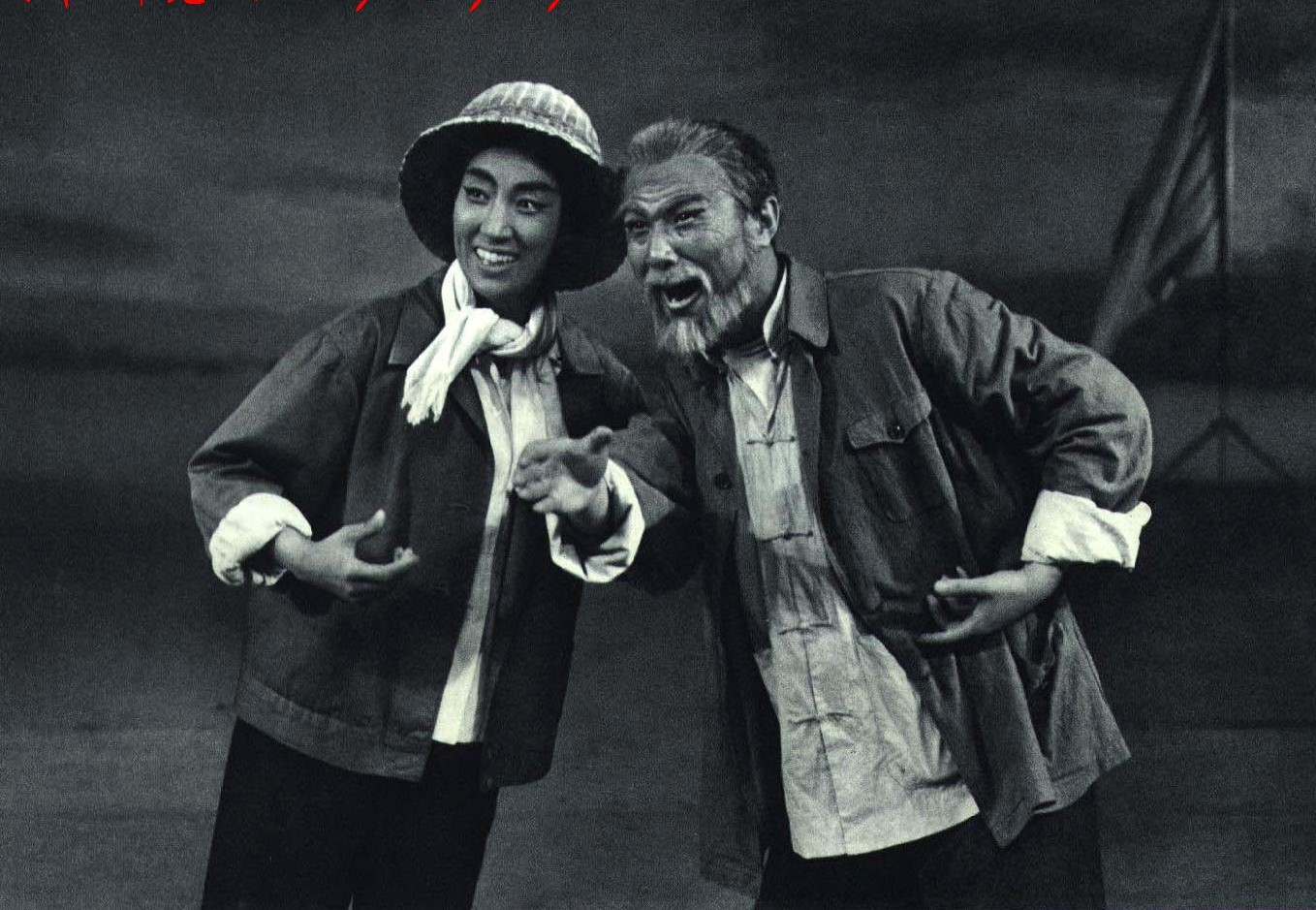
1967年的海港

海港是中国在20世纪文化大革命期间的一个京剧剧目，被列为样板戏、红色经典之一。

## 历史
1964年初根据上海淮剧团李晓民编剧，筱文艳主演的淮剧《海港的早晨》改编成京剧，詩人聞捷主筆。

## 主要演員
- 李麗芳（正旦，飾黨支部書記方海珍）
- 趙文奎（正淨，飾組長高志揚）
- 朱文虎（正生，飾退休老工人馬洪亮）
- 周卓然（副生，飾青年工人韓小強）
- 艾世菊（小丑，反面人物，飾階級敵人錢守維）

## 演奏员
- 李朝貴（鼓師）
- 馬錦良（琴師）
- 查長生（琴師）

（電影版和弦乐钢琴五重奏伴唱版的高志揚一角由李長春演唱）

## 故事情节
1963年，总路线执行期间，上海港要在台风来袭之前完成对北欧出口的玻璃纤维和对非洲援助的稻种和小麦的搬运工作。受到台湾国民党、日本、美国多重指派的潜伏特务钱守维趁机制造事故，把一些玻璃纤维放到一袋小麦中，再把小麦和稻种调包，试图破坏中国的国际声誉。中国共产党党支部书记方海珍和装卸组长高志扬等人发现问题，教育了不安心装卸工作的青年工人韩小强，处理了事故，捉获了企图潜逃的钱守维。

## 场次
第一场：突击抢运；
第二场：发现散包；
第三场：追查事故；
第四场：战斗动员；
第五场：深夜翻仓；
第六场：壮志凌云；
第七场：海港早晨。

## 流行唱段
- 大吊车，真厉害，成吨的钢铁，它轻轻地一抓就起来！
- 细读了全会公报
- 咱们可不能麻痹大意，只听见机器声，听不见阶级敌人霍霍的磨刀声啊！
- 莫以为码头上无风无浪，上海港从来就是激烈的战场。

## 其他艺术形式
- 彩色舞台艺术影片《海港》：京剧主要是上海的张春桥主管的。电影则在江青的指导下由北京电影制片厂于1972年和1973年拍摄了两次。两次导演都是谢铁骊。
- 多次各种邮票以此为主题。
- 多种小人书以此为主题。

## 画像

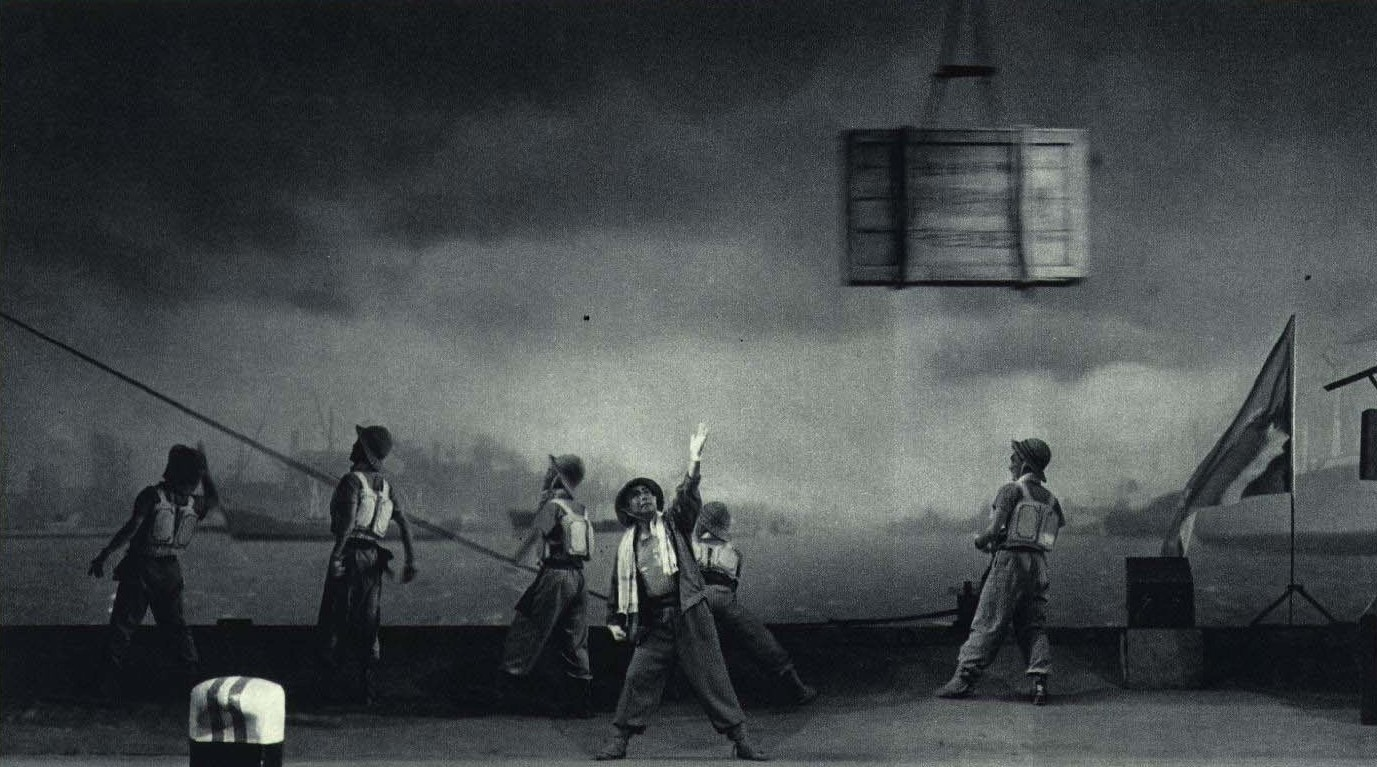
1967-08 1967年 海港
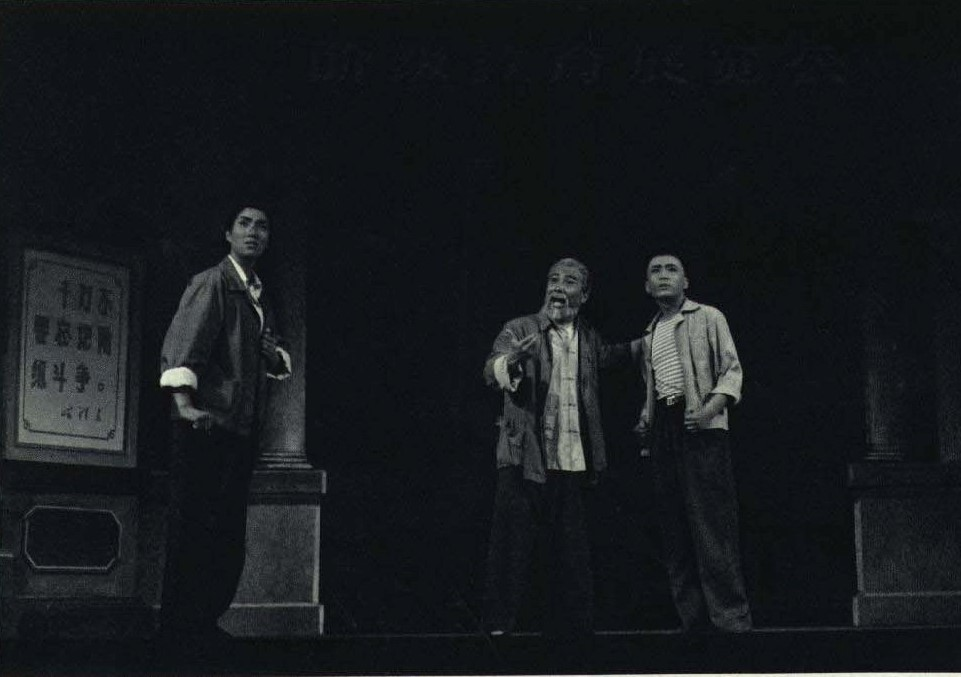
1967-08 1967年 海港
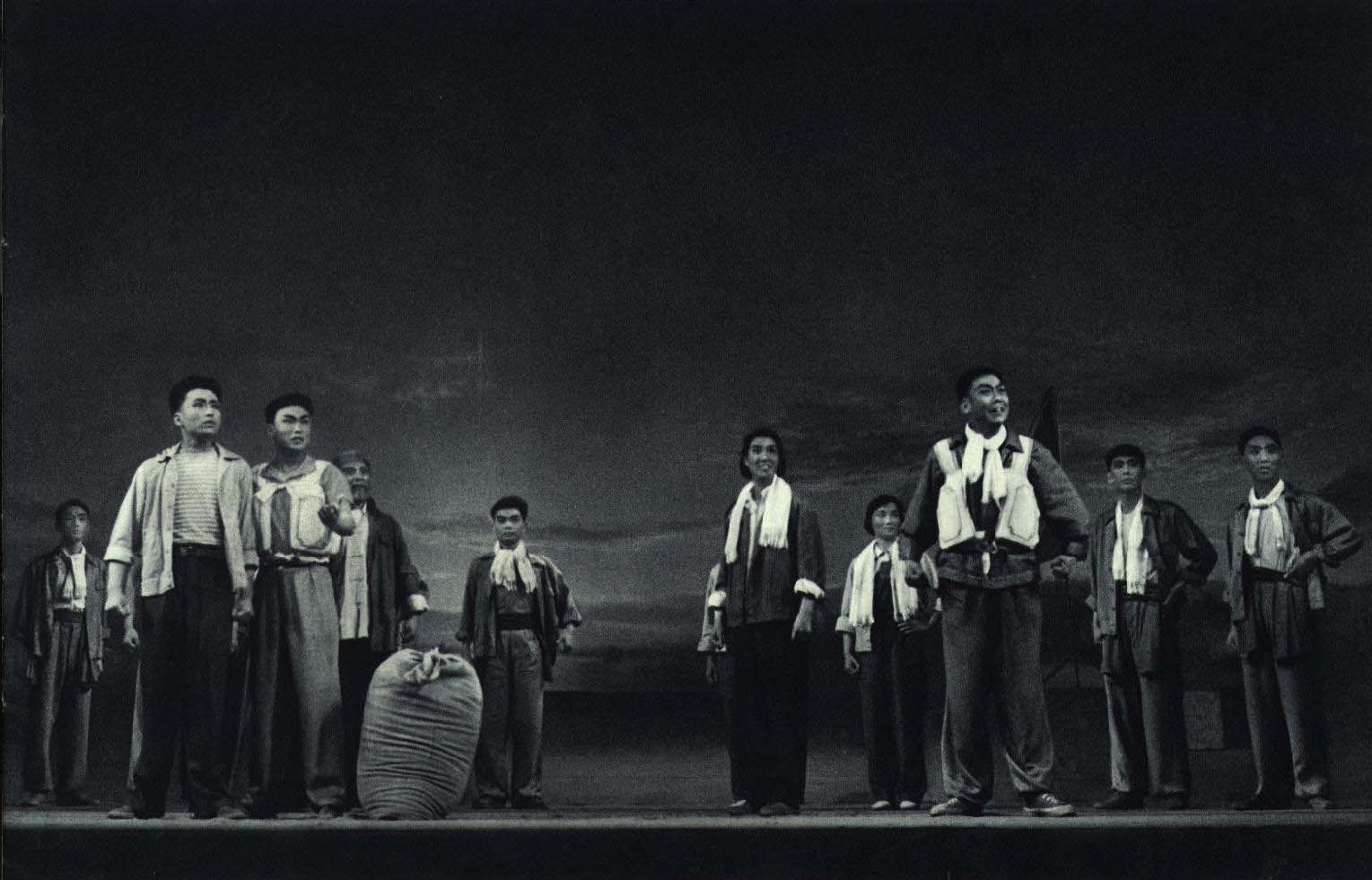
1967-08 1967年 海港